# Jan Kwieciński (fizyk)
Jan Kwieciński (ur. 19 stycznia 1938 w Krakowie, zm. 29 sierpnia 2003 na Turbaczu) – polski fizyk, znany głównie ze swojego wkładu w chromodynamikę kwantową, prof. dr hab. nauk fizycznych o specjalności fizyka teoretyczna cząstek elementarnych, teoretyczna fizyka jądrowa wysokich energii; członek korespondent Polskiej Akademii Nauk.
Jan Kwieciński ukończył I Liceum Ogólnokształcące w Chorzowie, Państwową Szkołę Muzyczną w Chorzowie i Katowicach (klasa fortepianu). W latach 1955–1960 studiował fizykę teoretyczną na Uniwersytecie Jagiellońskim. Po zakończeniu studiów pracował w Instytucie Fizyki Jądrowej Polskiej Akademii Nauk w Krakowie. Był kierownikiem Oddziału Fizyki Teoretycznej oraz był twórcą krakowskiej grupy fizyki "małego-x" (ang. low x, gdzie x jest częścią podłużnego pędu hadronu, jaki unosi gluon lub kwark).
Jego badania skupione były na fenomenologii chromodynamiki kwantowej w zakresie wysokich energii. Napisał kilka znaczących publikacji na temat teoretycznych aspektów chromodynamiki kwantowej. Wyprowadził równanie znane jako BKP (Bartels Kwieciński Praszałowicz), które jest uogólnieniem równania BFKL (Balitski Fadin Kuraev Lipatov). Równanie BKP opisuje ewolucję i wymianę w procesie zderzenia hadronów układu wielu gluonów. Zajmował się również problemem saturacji gluonów. Był jednym z autorów pracy, w której zaobserwowano nowy rodzaj skalowania, tzw. skalowanie geometryczne w danych funkcji struktury protonu. Ten typ skalowania można uważać za wskazówkę na istnienie efektów saturacyjnych.
W roku 1993 otrzymał Nagrodę PAN im. Marii Skłodowskiej-Curie.